# Diecéze Cerreto Sannita-Telese-Sant'Agata de' Goti
Diecéze Cerreto Sannita-Telese-Sant'Agata de' Goti (latinsky Dioecesis Dianensis-Policastrensis) je římskokatolická nemetropolitní arcidiecéze v Itálii, která je součástí beneventské církevní provincie, tvořící součást církevní oblasti Kampánie. Katedrálou je kostel Nejsv. Trojice v Cerreto Sannita, konkatedrála v Sant'Agata de' Goti je zasvěcena Nanebevzetí P. Marie.

## Stručná historie
Diecéze v Telese byla zřízena velmi záhy, i když první historické zmínky o biskupech jsou až z 5. století. Od roku 969, kdy se Benevento stalo metropolí, byla diecéze Telese jeho sufragánní diecézí. V důsledku zemětřesení a následného uvolňování sirných výparů bylo město Telese opuštěn a biskupské sídlo se nakonec přesunulo do Cerreto Sannita. Diecéze Sant'Agata de' Goti je doložena až v roce 969, kdy je mezi sufragánními diecézemi benevenstské metropole uvedena i Sant'Agata de' Goti. Od 12. století měl biskup také titul barona. Nejznámějším biskupem této diecéze byl Alfons Maria z Liguori (biskupm v letech 1752–1775). Obě diecéze byly v roce 1984 sjednoceny in persona episcopi, a roku 1986 úplně.